# 奧托縣 (內布拉斯加州)
奧托縣（英語：Otoe County）是美國內布拉斯加州東南部的一個縣，東隔密蘇里河與密蘇里州相望。面積1,433平方公里。根據美國2000年人口普查，共有人口15,396。縣治內布拉斯加城 （Nebraska City）。
成立於1854年11月23日（原名Pierce縣，1855年改名），1856年12月1日縣政府成立。縣名紀念奧托印第安人。